# بادايلا دي أرايبا
بلدية بادايلا دي أرايبا (بالإسبانية: Padilla de Arriba)‏، هي إحدى بلديات مقاطعة برغش، التي تقع في منطقة قشتالة وليون، والتي تقع في شمال غرب إسبانيا.
يبلغ عدد سكانها 130 نسمة وفقاً لإحصائية سنة (2002).